# حقل العزيمة
حقل العزيمة هي قرية لبنانية من قرى قضاء الضنية في محافظة الشمال.

## موقعها
ترتفع عن سطح البحر نحو 600 متر وهي تأتي في المرتبة الرابعة للتجمعات المسيحية في قضاء الضنية - المنية حيث أن بلدة مركبتا هي الأولى وكفرحبو الثانية والمنية الثالثة. 

## انتاجها الزراعي
تمتاز هذه البلدة بالفاكهة كالدراق والإجاص والخوخ والمشمش والتين والعنب.